# Luke McLean
Luke Joseph McLean (Townsville, 29 giugno 1987) è un ex rugbista a 15 australiano, in carriera utility back internazionale per l'Italia dal 2008 al 2017.

## Biografia
Nato nel Queensland da madre di origine italiana (i cui genitori, emigrati, dovettero abbandonare la cittadinanza al fine di poter acquistare dei terreni in Australia), McLean ebbe le sue prime esperienze internazionali con l'Under-19 australiana; nel 2007, tesserato con il Perth Spirit, squadra dell'allora Australian Rugby Championship, era in procinto di entrare nelle giovanili del Western Force, ma decise per un posto in prima squadra in Italia quando gli fu fatto notare che, per diritti di ascendenza, aveva diritto di giocare come italiano anche in Nazionale.
Utility back capace di giocare ala, estremo e, talora, apertura, nel campionato 2007-08 McLean esordì nel Calvisano, squadra con cui si laureò alla sua prima stagione campione d'Italia; nell'estate 2008 il commissario tecnico della Nazionale italiana Nick Mallett lo convocò per il tour nell'emisfero australe, e lo schierò per la prima volta in occasione del test match contro il Sudafrica a Città del Capo, perso 0-26; lo confermò nella vittoria di Córdoba 13-12 contro l'Argentina e da allora fu schierato regolarmente sia nei test stagionali sia nel Sei Nazioni (esordio nel torneo 2009 a Twickenham contro l'Inghilterra).
Dall'estate 2009 al 2014, a seguito della rinuncia del Calvisano al Super 10, McLean ha militò nel Benetton vincendo il suo secondo scudetto e disputando la Celtic League. Nel biennio 2014-15 fu ingaggiato dai Sale Sharks in Premiership per una stagione, salvo poi fare ritorno al Benetton in Pro12 fino al 2017, superando le 100 presenze con il club veneto.
Dal 2017 al 2019 fu al London Irish, club con cui vinse la RFU Championship dopo la retrocessione del 2018. Al termine della stagione sportiva, McLean si ritirò dall'attività professionistica.

## Palmarès
- RFU Championship: 1
London Irish: 2018-19
- Campionati italiani: 2
Calvisano: 2007-08
Benetton Treviso: 2009-10
- Coppe Italia: 1
Benetton Treviso: 2009-10
- Supercoppe d'Italia: 1
Benetton Treviso: 2009